# Бангера, Максимо
Ма́ксимо Орла́ндо Банге́ра Вальдивье́со (исп. Máximo Orlando Banguera Valdivieso; род. 16 декабря 1985 года в Гуаякиль, Эквадор) — эквадорский футболист, вратарь «Эль Насьональ» и сборной Эквадора. Участник чемпионата мира 2014 года.

## Клубная карьера
Бангера — выпускник футбольной академии клуба ЭСПОЛИ. В 2004 году он дебютировал за клуб в эквадорской Серии А. Через год Максимо стал основным вратарём клуба. В 2007 году команда вылетела из высшего дивизиона, но Бангера остался верен клубу и уже по окончании сезона помог Эсполи вернуться в элиту.
В 2008 году он перешёл в «Барселону» Гуаякиль. 19 сентября 2010 года в матче против «Депортиво Куэнка» Максимо забил свой первый гол за клуб, реализовав пенальти. В 2012 году Бангера выиграл чемпионат Эквадора.
12 марта 2015 года в матче Кубка Либертадорес против колумбийского «Атлетико Насьональ» Бангера сбил игрока соперника за пределами штрафной и после этого притворился потерявшим сознание. После того, как он поднялся на ноги, ему была показана красная карточка.

## Международная карьера
13 ноября 2008 года в товарищеском матче против сборной Мексики Бангера дебютировал за сборную Эквадора.
В 2011 году он принял участие в Кубке Америки. На турнире Бангера был дублёром Марсело Элисаги и не сыграл ни минуты.
В 2014 году Максимо был включён в заявку на участие в чемпионате мира в Бразилии. На турнире он был запасным и не сыграл ни минуты.
В 2016 году Бангера во второй раз принял участие в Кубке Америки в США. На турнире он был запасным и на поле не вышел.

## Достижения
Командные
 «Барселона» Гуаякиль
- Чемпионат Эквадора по футболу — 2012
- Чемпионат Эквадора по футболу — 2016